# Herbalife Nutrition
Herbalife Nutrition är ett nätverksförsäljningsföretag som grundades februari 1980 av Mark Hughes. Företaget säljer näringsprodukter, kosttillskott och kroppsvårdsprodukter, men har också kritiserats för att främst tjäna pengar genom ett pyramidspelsliknande upplägg, något företaget dömts för i Belgien. Företaget startade i USA men är 2022 verksamt i 95 länder. Herbalife tillämpar multi level marketing (MLM) och deras försäljare får betalt för de produkter som de säljer men också royalty på den omsättning som organisationen producerar.

## Kritik
En studie från 2007 utförd av University Hospital of Bern, Schweiz, och Hadassah-Hebrew University Medical Center, Israel, ser ett samband mellan konsumtion av Herbalifes produkter och uppkomst av leverinflammation. Herbalife har ifrågasatt studiens resultat.
I november 2011 konstaterade Handelsdomstolen i Bryssel i Belgien att Herbalife var ett olagligt pyramidspel.
Den 20 december 2012 presenterade Bill Ackman (från Pershing Square Capital) en serie argument gällande varför det är hans övertygelse att Herbalife ägnar sig åt ett bedrägligt pyramidspel. Enligt Ackmans ett år långa undersökning uppskattar han att typiska distributörer av Herbalife tjänar endast USD$5 om månaden genom försäljning, chansen för att nå den inkomst som påstås är ungefär en på fem tusen, och företaget medvetet överdriver den möjliga inkomsten från försäljning och underdriver de fördelar man får av rekrytering till den punkt att han drar slutsatsen att företaget är ett pyramidspel.
Enligt Ackman tjänar Herbalifes distributörer majoriteten av sina pengar genom att rekrytera försäljare, som får betala en avgift för att börja sälja, snarare än att sälja faktiska produkter. Ackmans firma uppskattar att detta pyramidspel lett till att mer än 3,5 miljarder amerikanska dollar överförts från distributörer till kedjans topp.
Herbalife är föremål för utredningar av Federal Trade Commission, Federal Bureau of Investigation samt attorney general i Illinois och New York.

## Sponsring

### Sport
Herbalife sponsrar enligt egen uppgift mer än 250 världsklassidrottare, lag och evenemang runt om i världen, inklusive Cristiano Ronaldo, LA Galaxy och många andra. I Sverige bland andra Hammarby Fotboll.

### Webbkällor
- Pershing Square Capital Management, L.P. (2012), Who wants to be a Millionaire?, factsaboutherbalife.com, http://factsaboutherbalife.com/wp-content/uploads/2013/01/Who-wants-to-be-a-Millionaire.pdf, läst 7 april 2013
- Herbalife i världen, herbalife.se , läst 9 augusti 2017